# Йоахим Вільга
Йоахим Вільга гербу Бонча (? - до 1810) — Волинський шляхтич часів розділів Речі Посполитої. Маршалок Тарговицької конфедерації Руського воєводства, канцлер Холмської землі, канцлер генеральної конфедерації Коронної, капітан 8-ї національної кавалерійської бригади. Після 1795 року маршалок шляхти Ковельський та Волинської.

## Біографія
Йоахим Вільга гербу Бонча походив з давнього польсько-українського шляхетського роду Вільг. Голоби - селище міського типу Ковельського району Волинської області.
По жіночій лінії належав до Ярузельських гербу Сліповрон та князів Потоцьких. Відомо, що власниця маєтку Голоб (нині Ковельського району Волинської області) Теофіла Ярузельська, виходячи заміж за Францішека Вільгу, дербського підкоморія і генерал-майора саксонських військ, внесла Голоби з околицями в маєток свого чоловіка. Їхнім сином був Людовік Вільга, одружений з Маріанною Потоцькою, сином який був Йоахим.
Був одружений з Казимирою, дочкою Єжи Киріяка, посла і повноважного міністра Речі Посполитої в Швеції. Донькака Йоахима та Казиміри Вільгів вийшла заміж за Каєтана Підгороденського, в майбутньому маршалка шляхти Ковельського повіту.
У 18 столітті маєток Голоби були резиденцією роду магнатів Вільгів. Тут розбили великий парк із звіринцем та звели палац - резиденцію шляхтичів.